# Улуру
Улуру̀ (Uluru, виж по-долу за други имена) е голямо скално образувание в северната част на централна Австралия. Това е вторият по големина (след Маунт Огъстъс, който също се намира в Австралия) скален монолит на земята. Намира се в Националния парк „Улуру-Ката Тюта“, на 335 km югозападно от най-близкия голям град, Алис Спрингс (450 km по пътя). С височината си от 318 m и обиколка 9,4 km (широчина 3 km и дължина 3,6 km) скалата с право се смята за едно от чудесата на света.

## Име
Улуру е българският вариант на аборигенското име на скалата, Uluṟu ([uluɻu]). На 19 юли 1873 г. скалата е посетена от европейски картограф, който ѝ дава името на тогавашния Главен секретар на Южна Австралия, сър Хенри Ейърс (или Айерс). Така скалата става известна като Ayers Rock, предавано на български като Айерс Рок, Ейърс Рок или Айрес Рок, като втората дума не винаги започва с главна буква.
През 1993 г. е приета политика на двойно именуване, което позволява официални имена да се състоят едновременно от традиционно аборигенско име и английско име. На 15 декември 1993 г. скалата е преименувана на „Ейърс Рок/Улуру“ (Ayers Rock/Uluru) и става първото официално наречено с двойно име образувание в Северната територия.

## Описание
Преди 500 милиона години Улуру е била част от океанското дъно. Монолитът в продължение на много години е бил вписан в книгата „Рекордите на Гинес“ като най-големият в света. Поради минералите в скалния ѝ състав, в зависимост от времето и атмосферните условия скалата може драматично да промени цвета си от почти виолетовосиньо до огнено червен.

## История
Според археологическите сведения районът около Улуру е бил населен от 10 000 години. През 1920 г. австралийското правителство включва Улуру към резервата „Петерман“, но на 26 октомври 1985 г. връща собствеността на коренните жители от племето анангу и създава националния парк „Ката Тюта“. Ползването на каменния гигант от правителството става чрез аренда за срок от 99 години, срещу годишен наем от 75 хил. долара плюс 20% от всеки билет за вход. Аборигените са заинтересовани от развитието на туризма и в съответствие със споразумението не възпрепятстват посещението на върха на Улуру, към който води тяхната свещена пътека.
За съжаление, изкачвайки се на върха на каменния исполин, туристите, които анангу наричат minga („черни мравки“), не винаги се държат цивилизовано и замърсяват прилежащата към Айърс Рок територия. Високата температура на въздуха и хлъзгавата повърхност на скалата превръщат двучасовото изкачване на планината в небезопасно пътешествие: тук ежегодно загиват туристи в резултат на падания, инфаркти и слънчев удар.
Анангу смятат Улуру за свещен поради духовното му значение в легендите за „Времето на сънищата“. Тъй като привлича стотици хиляди посетители всяка година като една от най-известните забележителности на Австралия, има конфликт на интереси между анангу и туристите. Предвид това, от 26 октомври 2019 г., деня на 34–та годишнина от връщане на собствеността на анангу, влезе в сила забрана за изкачването на Улуру, като фактическото затваряне бе дори ден по-рано, на 25 октомври в 16:00 ч. местно време.

## Легенди
Аборигените вярват, че под повърхността на Улуру има огромна кухина, където се намира енергиен източник, който те свързват с „времето на сънищата“. Те смятат, че през цялото време на обиколката около скалата човек сънува. Мястото се почита като свещено от анангу, които смятат, че прародителите им са населявали земята около него. Те са оставили своята история във вид на рисунки, изсечени в повърхностния скален слой на много места по повърхността на монолита. В няколко от пещерите в Улуру има изобразени множество истории от „Времето на сънищата“. Рисунките по стените датират от десетки хиляди години, като са били обновявани многократно от поколенията. Така хилядолетната история и легендите, свързани с това величествено място, се запазват и предават във времето.
Време на сънищата е термин, който означава характерно за различни австралийски митологии понятие за своеобразна митологична ера, епоха на сътворението, обитавана от културни герои и метафизични същества и сякаш продължаваща да съществува в отвъдния свят. Думата, която в този контекст традиционно се превежда на английски като „сън“ (на езика аранта alchera, на диери mura-mura, на питянтатяра tjukurpa), се използва също за означаване на всякакви духовни същности. Представи за „време на сънищата“ има практически при всички аборигенни народи на Австралия.